# Cyclophora stigmaria
Cyclophora stigmaria là một loài bướm đêm trong họ Geometridae.